# Camilla Martelli

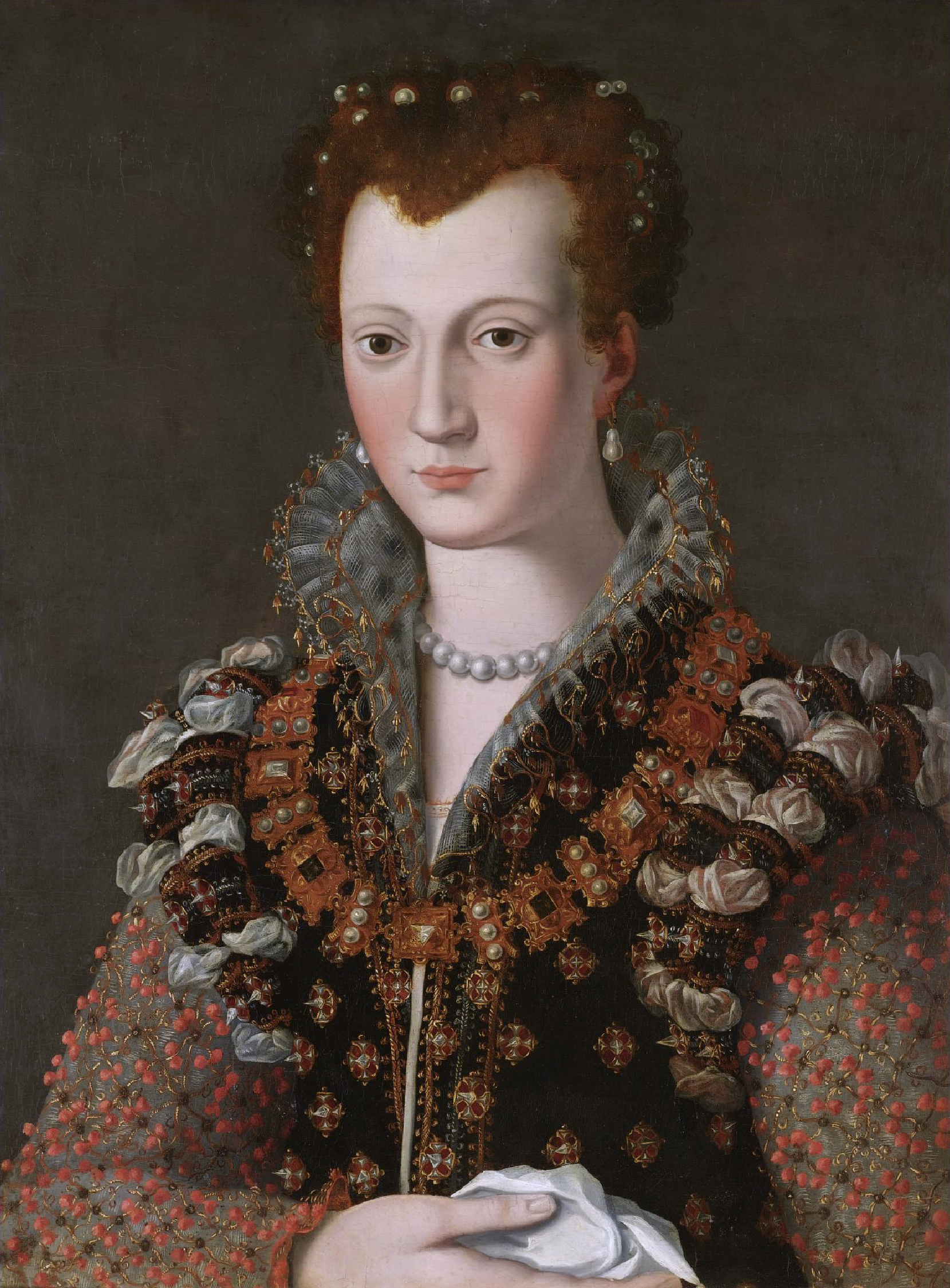
Camilla Martelli

Camilla Martelli (c. 1545 – 30 mai 1590) a fost a doua soție a Marelui Duce de Toscana, Cosimo I de' Medici. A fost mama Virginiei de' Medici, viitoare Ducesă de Modena.

## Biografie
Născută în una dintre cele mai importante familii florentine, Camilla a fost fiica lui Antonio Martelli și Fiammetta Soderini. După decesul primei soții a lui Cosimo, Eleonora de Toledo, și după sfârșitul relației lui cu Eleonora de Albizi, Camilla a devenit iubita lui Cosimo în ciuda faptului că ea era cu 26 de ani mai tânără decât el. Camilla a stat lângă el în timpul bătrâneții, când din cauza sănătății sale precare el s-a retras la viața privată în vila di Castello și a abdicat în favoarea fiului său Francesco I de' Medici.
Camilla a avut o fiică cu Cosimo în 1568, Virginia. În ciuda copiilor din prima căsătorie, Cosimo s-a căsătorit cu Camilla în 1570, la ordinul expliciat al Papei Pius al V-lea. Căsătoria a fost morganatică iar Camilla nu a primit titlul de Mare Ducesă. Fiica lor a fost legitimată și integrată în linia de succesiune.
Camilla a fost motivul principal de ceartă între Cosimo și copiii săi, la bătrânețe. Ei nu au fost de acord cu apetitul pentru lux ostentativ al Camillei, care a apărut vulgar în comparație cu eleganța de bun gust a primei soții, Eleonora de Toledo. Ca să evite scandalul, Marele Duce s-a izolat, a interzis partidele și sărbătorile oficiale.
În 1574 Cosimo I, care a suferit un atac cerebral, nu mai putea să vorbească și capacitatea lui de a se mișca era limitată; a murit la 30 aprilie. După decesul lui, Camilla a fost obligată să se retragă la mănăstirea florentină Murate. Mai târziu a fost mutată la mănăstirea Santa Monica. I s-a permis să părăsească mănăstirea numai pentru a participa la nunta fiicei ei Virginia, la 6 februarie 1586, cu Cesare d'Este. 
După moartea Marelui Duce Francesco I, dornică să se bucure de o libertate mai mare, i-a cerut Marelui Duce Ferdinando I acordul să plece de la mănăstire. El i-a îndeplinit dorința, dar după o serie de crize politice, a forțat-o să se întoarcă în Santa Monica, unde a murit în 1590.